# Amadito Valdés
Amadito Valdés (* 14. února 1946, Kuba) je kubánský perkusionista, ve světě známý svou spoluprací na projektu Buena Vista Social Club.

## Život a kariéra
Valdés studoval na havanské konzervatoři u Guillerma Barreta a Alfreda de los Reyes. Je znám svým zvláštním stylem improvizace, ve kterém spojuje prvky afroamerické a kubánské hudby. Od roku 1970 spolupracoval s velkými kubánskými orchestry a podílel se na nahrávkách umělců a skupin, jako Las d'Aida, Paquito D'Rivera, Emiliano Salvador, Bebo Valdés, Las Estrellas de Areito a Peruchin.
V roce 1996 se zúčastnil spolu s dalšími kubánskými hudebníky na projektu Buena Vista Social Club amerického kytaristy Ry Coodera a producenta Nicka Golda. Účinkoval ve stejnojmenném filmu režiséra Wima Wenderse a spoluúčinkoval na albech dalších hudebníků, jako jsou Omara Portuondo, Rubén González a Ibrahim Ferrer. Spoluúčinkoval také s Afro-Cuban All Stars. Sólové album Bajando Gervasio bylo v roce 2003 nominováno na cenu Grammy.
7. července 2007 účinkoval Amadito Valdés na festivalu Live Earth v německém Hamburku.[zdroj?]